# 杨澄甫

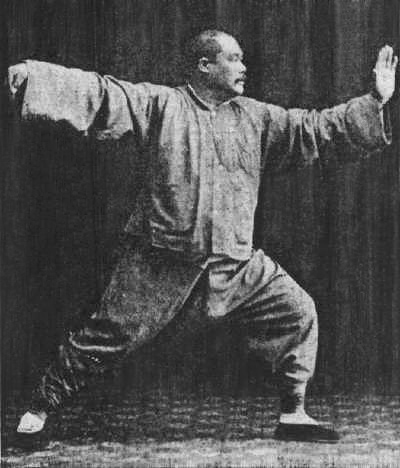
杨澄甫正在练习太极拳，摘自《太极拳体用全书》

杨澄甫（1883年—1936年），字兆清，河北永年人，楊氏太極拳的主要创编人。

## 生平
1883年生于北京，其祖父杨露禅（1799年－1872年）、伯父杨班侯（1837年－1892年）、父亲杨健侯（1839年－1917年）均为太极名家。自幼资质聪颖，性情和顺，并不甚喜拳技，年将弱冠，始从其父健侯学拳。日夜苦练揣摩，始悟其精妙，经不断研练改进，形成当今太极拳的一种主要流派，即杨式大架子。该拳在群众中流行最广，特点是架式舒展简洁、结构严谨、身法中正、动作和顺、刚柔内含、轻沉自然、形象工美。在练法上由松入柔，积柔成刚，刚柔相济。澄甫曾说："太极拳是柔中寓刚，棉里藏针的艺术"，"姿势要中正圆满，沉着松静；动作要轻灵圆转，纯以神行"。民国初期，授拳于北京体育研究社。1928年偕门人武汇川、董云培等南下，巡回授拳于南京、蘇州、上海、杭州、廣州、漢口等地。途经上海时参加上海市国术运动大会，作为名家参加表演。1928年上海市第二次国术考试时，任评判员。1929年，南京中央国术馆馆长张之江聘请澄甫公为太极门门长，并且请澄甫公带几位高足担任教授之职。澄甫公因北京拳场门徒众多，各种事务均需妥善安排，一时未能成行。后于1930年任浙江国术馆教务长。1934年应广州第一集团军总司令部、广西第四集团军及警察局之聘到兩廣教授拳术。1936年因水土不服染疾，归沪后，別世。

## 學生
从学者极众，著名者有崔毅士（1892年－1970年）、李雅轩（1894年－1976年）、武汇川（1890年－1979年）、傅钟文（1908年－1994年）、董英杰（1897年－1982年）及其子杨振基（1921年－2007年）、杨振铭（1910年－1985年）、杨振铎（1926年－）、侄外孫趙斌（1906-1999）、鄭曼青等。

## 著作
著有《太極拳使用法》、《太極拳體用全書》等。